# Wilfried Bergerhoff
Wilfried Bergerhoff (* 30. Juli 1936 in Gummersbach; † 28. Mai 2009 in Wiehl) war ein deutscher Politiker (SPD) und von 1995 bis 2000 Landtagsabgeordneter in Nordrhein-Westfalen.

## Leben und Beruf
Nach dem Erwerb der Mittleren Reife im Jahr 1954 absolvierte er vom 1. April 1954 bis zum 30. März 1956 die Ausbildung zum Gärtner. Vom 1. April 1956 an war Bergerhoff als Gärtnergehilfe tätig, bis er am 9. Februar 1966 Gärtnermeister wurde. Nach dem Tod des Vaters machte er sich ab dem 1. Oktober 1968 im elterlichen Betrieb selbstständig. Bergerhoff war Vizepräsident der Deutschen Dahlien-, Fuchsien- und Gladiolengesellschaft, Bonn jetzt Geldern (DDFGG). Für seine Dahlienzüchtungen erhielt er zahlreiche Ehrungen und Preise. Sein größter Erfolg war die Verleihung des Staatsehrenpreises in Gold des Bundesministerium für Verbraucherschutz, Ernährung und Landwirtschaft für die beste züchterische Leistung im Neuheitenwettbewerb im Freiland auf der Bundesgartenschau München seitens der Ministerin Renate Künast am 9. Oktober 2005. Nach ihm ist die Fuchsien-Sorte „Wilfried Bergerhoff“ benannt.
Wilfried Bergerhoff war mit Christine Bergerhoff, geb. Neudörfer verheiratet. Er hatte zwei Kinder: Susanne (* 1963) und Stefan (* 1965).

## Politik
Bergerhoff trat am 1. Oktober 1964 als Mitglied in die SPD ein. Zu seinen Funktionen und Ämtern in verschiedenen Gremien der Partei, von Vereinen und Institutionen zählen unter anderem der Vorstand der Wiehler SPD, die DDFGG und der Heimatverein Wiehl.
Dem Kreistag des Oberbergischen Kreis gehörte er in der Zeit vom 30. September 1979 bis 1997 an. Nachdem Bergerhoff von 1964 an bis 1972 den Gremien des Wiehler Rates als Sachkundiger Bürger angehörte, war er vom 11. Januar 1972 bis zum 12. Oktober 2004 Ratsmitglied der Stadt Wiehl. Dort übte er von 1983 bis 1997 das Amt des ehrenamtlichen Bürgermeisters aus. Von 1975 bis 1983 sowie von 1997 bis 1999 stand Bergerhoff seiner Kommune als 1. Stellvertretender Bürgermeister vor.
Während der gesamten 12. Wahlperiode (vom 1. Juni 1995 bis zum 1. Juni 2000) gehörte Bergerhoff als Mitglied dem Landtag Nordrhein-Westfalen an. Er wurde bei der Landtagswahl 1995 in dem Wahlkreis Oberbergischer Kreis II direkt gewählt. Bergerhoff war dort ordentliches Mitglied im Ausschuss für Ernährung, Landwirtschaft, Forsten und Naturschutz sowie im Ausschuss für Wirtschaft, Mittelstand und Technologie.
Für seine Verdienste verlieh ihm Bundespräsident Horst Köhler am 3. Dezember 2008 das Verdienstkreuz am Bande des Verdienstordens der Bundesrepublik Deutschland.